# 梶山俊夫
梶山 俊夫（かじやま としお、1935年7月24日 - 2015年6月16日）は、日本の絵本作家。本名：梶山俊男。抽象画、絵本、木版画、陶作品、ガラス絵などの制作のかたわら、国内外を幾度も旅して歩く旅する画家である。

## 略歴
1935年7月24日、東京・亀戸に生まれる。小学3年生で常陸太田へ疎開。4年生で終戦。東京の成城中学校・高等学校に進学。卒業後1年浪人している間に画家を目指そうと決意。武蔵野美術大学図案科に入学し、のち油絵科に転科するが、演劇部の活動をめぐり助手と衝突して退学。日本大学芸術学部に入学しなおし在学中から日本宣伝美術会（日宣美）などで活動。読売アンデパンダン展にも出品。3回生のときには博報堂宣伝部の嘱託となっている。1962年、抽象画でシェル美術賞を受賞して渡欧し1年ほど滞在。パリでは藤田嗣治に出会う。日本帰国後は日本各地を昔の廃寺跡などを訪ねて旅してまわる。1961年から市川市に在住。
1967年、木島始の依頼で鳥獣戯画を素材とした『かえるのごほうび』のレイアウトをてがけたとき、鳥獣戯画絵巻の実物を目の当たりにして感銘を受ける。この仕事をきっかけに福音館書店の松居直に絵本制作を勧められ、博報堂での知己天野祐吉の文に挿絵を描いて『くじらのだいすけ』を1967年に制作。1972年の『うまおいどり』では文章も手掛ける。1973年には、『かぜのおまつり』で絵本のイラストレータに贈られるBIB（ブラチスラヴァ絵本原画展）金のりんご賞を受賞。
その他、木版画、ガラス絵、陶作品なども多数制作している。
1998年、市川市民文化賞・奨励賞を受賞。
2015年6月16日に肺炎のため79歳で死去した。

## 賞
- 1973年の『かぜのおまつり』で絵本のイラストレータに贈られるBIB（ブラチスラヴァ絵本原画展）金のりんご賞を受賞。
- 1973年『いちにちにへんとおるバス』で講談社出版文化賞
- 1974年、『あほろくの川だいこ』で小学館絵画賞
- 1982年 『こんこんさまにさしあげそうろう』で絵本にっぽん大賞
- 1997年、『みんなであそぶわらべうた』でBIB（ブラチスラヴァ絵本原画展）金のりんご賞を受賞。
- 1998年、市川市民文化賞・奨励賞受賞。

## 作品例・著書
- 『かえるのごほうび』（文・木島始、こどものとも130号、福音館書店 1967年）
- 『くじらのだいすけ』（文・天野祐吉、こどものとも139号 福音館書店 1967年）
- 『絵本きりなしばなし』福音館書店 1976年
- 『うまおいどり』（あかね書房、1972年）
- 『ごろはちだいみょうじん』中川正文・文、こどものとも154号、福音館書店 1969年）
- 『かぜのおまつり』いぬいとみこ・文、こどものとも199号 福音館書店 1972年 - BIB金のりんご賞
- 『いちにちにへんとおるバス』中川正文・文、ひかりのくに、1972年 - 講談社出版文化賞
- 『島ひきおに』山下明生・文、偕成社 1973年
- 『あほろくの川だいこ』岸武雄・文、ポプラ社 1974年 - 小学館絵画賞
- 『いぐいぐいぐいぐ』わが西山風土記より フレーベル館 1977年
- 『いまなにしてる』わが西山風土記より 童心社 1977年
- 『かやかやうま』童心社 1978年
- わが西山風土記：
  - 『あまがえるどこさいった』（春）冨山房 1979年
  - 『やまわらしだれや』（夏） 冨山房 1979年
  - 『こんこんさまよめいりいつじゃ』（秋） 冨山房 1979年
  - 『やまわらしきえた』（冬）冨山房 1980年
- 『目ん玉どろぼう』たかしよいち文 岩崎書店 1979年
- 『朝鮮の民話（上・下）』瀬川拓男・松谷みよ子文 偕成社 1980年
- 『こんこんさまにさしあげそうろう』森はな・文 PHP研究所 1982年 - 絵本にっぽん大賞
- 『もんぐりむんぐりよねばあさん』普及版こどものとも11号わたなべふみよ・文 福音館書店 1984年
- 『絵本空海』智山教化研究所・編、講談社 1984年
- 『あほろくの川だいこ』岸武雄・文 ポプラ社 1985年 - 小学館絵画賞
- 『こぎつねキッコ』松野正子・文 童心社 1985年
- 『天のかみさま金んつなください』（こどものとも　通刊384号）津谷タズ子・文 福音館書店 1988年
- 『きりのきむらへおよめいり』津谷タズ子・文 佼成出版社 1990年
- 『やまのなかまに　なかまいり』津谷タズ子・文 PHP 1991年
- 『だごだごころころ』石黒なみ子・梶山俊夫（再話）出版社： 福音館書店 1993年
- 『なにしてるの』（こどものとも年少版210号） 福音館書店 1994年
- 『てんぱたんてんぱたん ねずみのもちつき』福音館書店 1995年
- 『みんなであそぶわらべうた』近藤信子・編、福音館書店 1997年 - BIB金のりんご賞
- 『おはよう』小峰書店 2002年
- 『ぶるどっぐとぼく』（こどものとも年中向き220号） 福音館書店 2004年

作品集とエッセイ
- 『梶山俊夫絵本帖（上・下）』天野祐吉・編、あすか書房 1981年
- 『画集 風景帖』沖積舎 1980年
- 作品集『旅の窓から-ガラス絵と陶女の風景』田淵暁・写真、毎日新聞社 1999年
- 書票作品集
  - 『残夢傀儡帖』1986年
  - 『残夢風花帖』1990年
  - 『残夢遊戯帖』1993年
- 『ぼくの空 蛙の空』エッセイ (福音館日曜日文庫) 福音館書店 1995年
- 『ききみみをたてて出かけよう』エッセイ 毎日新聞社 1998年

DVD
- 「縁に描く 画家 梶山俊夫」出演： 梶山俊夫, 松居直 監督： 齊藤規明